# بينيالبا دي أفيلا
بلدية بينيالبا دي أفيلا (بالإسبانية: Peñalba de Ávila) هي بلدية تقع في مقاطعة آبلة التابعة لمنطقة قشتالة وليون وسط إسبانيا.

## الديموغرافيا
بلغ عدد سكان بلدية بينيالبا دي أفيلا 123 نسمة عام 2011 (وفقاً للمعهد الوطني للإحصاء الإسباني).
| 136 | 119 | 129 | 126 | 131 | 133 | 123 |